# Tornei di tennis maschili nel 1966
Prima della nascita della cosiddetta "Era Open" del tennis, ossia l'apertura ai tennisti professionisti dei tornei che prima di quell'anno erano riservati ai tennisti dilettanti. Nel 1966 i tornei si distinguevano in pro e amatoriali: ai primi potevano partecipare solo i giocatori professionisti, mentre ai secondi potevano partecipare solo i tennisti dilettanti. Tutti i tornei più importanti erano amatoriali tra questi c'erano i tornei del Grande Slam: gli Australian Championships, gli Internazionali di Francia, il Torneo di Wimbledon e gli U.S. National Championships.

## Calendario

### Legenda
| Tornei amatoriali       |
| Tornei professionistici |

### Gennaio
| Settimana  | Torneo                                                                                      | Vincitore                                       | Finalista                                     | Semifinalisti               | Eliminati ai quarti                                          |
| ---------- | ------------------------------------------------------------------------------------------- | ----------------------------------------------- | --------------------------------------------- | --------------------------- | ------------------------------------------------------------ |
| ?          | Southwestern Championships 1966 Phoenix, Stati Uniti Singolare - Doppio                     | Ham Richardson 8-6 6-3                          | Vic Seixas                                    |                             |                                                              |
| ?          | Southwestern Championships 1966 Phoenix, Stati Uniti Singolare - Doppio                     |                                                 |                                               |                             |                                                              |
| 2 gennaio  | Asian Championships 1966 Calcutta, India Singolare - Doppio                                 | Jaidip Mukerjea 6-4 6-3 6-2                     | Ramanathan Krishnan                           |                             |                                                              |
| 2 gennaio  | Asian Championships 1966 Calcutta, India Singolare - Doppio                                 |                                                 |                                               |                             |                                                              |
| 2 gennaio  | Eastern Province Championships 1966 Port Elizabeth, Sudafrica Singolare - Doppio            | Cliff Drysdale 6-0 6-2 9-7                      | Robert Maud                                   |                             |                                                              |
| 2 gennaio  | Eastern Province Championships 1966 Port Elizabeth, Sudafrica Singolare - Doppio            |                                                 |                                               |                             |                                                              |
| 8 gennaio  | Border Championships 1966 East London, Sudafrica Singolare - Doppio                         | Martin Mulligan 6-4 8-6                         | Cliff Drysdale                                |                             |                                                              |
| 8 gennaio  | Border Championships 1966 East London, Sudafrica Singolare - Doppio                         |                                                 |                                               |                             |                                                              |
| 9 gennaio  | Sydney Manly Seaside Championships 1966 Sydney, Australia Singolare - Doppio                | Fred Stolle 7-5 4-6 6-2                         | Bill Bowrey                                   |                             |                                                              |
| 9 gennaio  | Sydney Manly Seaside Championships 1966 Sydney, Australia Singolare - Doppio                |                                                 |                                               |                             |                                                              |
| 9 gennaio  | Western Australian Championships 1966 Perth, Australia Singolare - Doppio                   | Arthur Ashe 3-6 6-2 6-3 6-4                     | Cliff Richey                                  |                             |                                                              |
| 9 gennaio  | Western Australian Championships 1966 Perth, Australia Singolare - Doppio                   |                                                 |                                               |                             |                                                              |
| 10 gennaio | Real Madrid International 1966 Madrid, Spagna Singolare - Doppio                            | Jan-Erik Lundquist 7-5 11-9                     | Manuel Santana                                |                             |                                                              |
| 10 gennaio | Real Madrid International 1966 Madrid, Spagna Singolare - Doppio                            |                                                 |                                               |                             |                                                              |
| 15 gennaio | South Australian Pro Championships 1966 Adelaide, Australia Erba - $8400 Singolare - Doppio | Ken Rosewall 9-7 3-6 6-2                        | Pierre Barthes                                | Rod Laver Lew Hoad          | Malcolm J. Anderson Earl Buchholz Andrés Gimeno Barry MacKay |
| 15 gennaio | South Australian Pro Championships 1966 Adelaide, Australia Erba - $8400 Singolare - Doppio | Rod Laver Earl Buchholz 4-6 7-5 7-5             | Ken Rosewall Andrés Gimeno                    | Rod Laver Lew Hoad          | Malcolm J. Anderson Earl Buchholz Andrés Gimeno Barry MacKay |
| 16 gennaio | New Zealand Championships 1966 Auckland, Nuova Zelanda Singolare - Doppio                   | Ken Fletcher 6-4 5-7 4-6 6-0 9-7                | Roger Taylor                                  |                             |                                                              |
| 16 gennaio | New Zealand Championships 1966 Auckland, Nuova Zelanda Singolare - Doppio                   |                                                 |                                               |                             |                                                              |
| 16 gennaio | Tasmanian Championships 1966 Hobart, Australia Singolare - Doppio                           | Arthur Ashe 6-4 6-4 12-10                       | John Newcombe                                 |                             |                                                              |
| 16 gennaio | Tasmanian Championships 1966 Hobart, Australia Singolare - Doppio                           |                                                 |                                               |                             |                                                              |
| 16 gennaio | Swiss Pro Indoor Championships 1966 Basilea, Svizzera Singolare - Doppio                    | Ladislav Legenstein 6-3 6-4                     | Robert Haillet                                |                             |                                                              |
| 16 gennaio | Swiss Pro Indoor Championships 1966 Basilea, Svizzera Singolare - Doppio                    | Ladislav Legenstein Alexander Popovic 6-1 6-2   | Lohr Baumeister                               |                             |                                                              |
| 19 gennaio | Queensland Pro Championships 1966 Brisbane, Australia Erba - $8400 Singolare - Doppio       | Rod Laver 6-3 6-4                               | Andrés Gimeno                                 | Earl Buchholz Ken Rosewall  | Pierre Barthes Malcolm J. Anderson Lew Hoad Barry MacKay     |
| 19 gennaio | Queensland Pro Championships 1966 Brisbane, Australia Erba - $8400 Singolare - Doppio       | Rod Laver Andrés Gimeno 10-8                    | Ken Rosewall Pierre Barthes                   | Earl Buchholz Ken Rosewall  | Pierre Barthes Malcolm J. Anderson Lew Hoad Barry MacKay     |
| 22 gennaio | Victorian Pro Championships 1966 Melbourne, Australia Erba - $8400 Singolare - Doppio       | Rod Laver 6-3 6-0                               | Ken Rosewall                                  | Earl Buchholz Andrés Gimeno | Lew Hoad Pierre Barthes Malcolm J. Anderson Barry MacKay     |
| 22 gennaio | Victorian Pro Championships 1966 Melbourne, Australia Erba - $8400 Singolare - Doppio       | Rod Laver Andrés Gimeno 3-6 6-1 6-3             | Ken Rosewall Pierre Barthes                   | Earl Buchholz Andrés Gimeno | Lew Hoad Pierre Barthes Malcolm J. Anderson Barry MacKay     |
| 23 gennaio | Miami Invitational 1966 Miami, Stati Uniti Singolare - Doppio                               | Eduardo Zuleta 6-4 6-1 6-1                      | Harry Fauquier                                |                             |                                                              |
| 23 gennaio | Miami Invitational 1966 Miami, Stati Uniti Singolare - Doppio                               |                                                 |                                               |                             |                                                              |
| 23 gennaio | South West India Championships 1966 Trivandrum, India Singolare - Doppio                    | Aleksandre Met'reveli 7-5 2-6 6-8 6-2 6-1       | Nicholas Kalogeropoulos                       |                             |                                                              |
| 23 gennaio | South West India Championships 1966 Trivandrum, India Singolare - Doppio                    |                                                 |                                               |                             |                                                              |
| 26 gennaio | New South Wales Pro Championships 1966 Sydney, Australia Erba - $8400 Singolare - Doppio    | Ken Rosewall 6-4 6-2                            | Andrés Gimeno                                 | Earl Buchholz Lew Hoad      | Barry MacKay Malcolm J. Anderson Pierre Barthes Rod Laver    |
| 26 gennaio | New South Wales Pro Championships 1966 Sydney, Australia Erba - $8400 Singolare - Doppio    | Lew Hoad Ken Rosewall 21-19 21-19               | Andrés Gimeno Pierre Barthes                  | Earl Buchholz Lew Hoad      | Barry MacKay Malcolm J. Anderson Pierre Barthes Rod Laver    |
| 29 gennaio | Spanish Championships 1966 Barcellona, Spagna Singolare - Doppio                            | Juan Manuel Couder 6-4 6-1 6-2                  | Juan Gisbert                                  |                             |                                                              |
| 29 gennaio | Spanish Championships 1966 Barcellona, Spagna Singolare - Doppio                            |                                                 |                                               |                             |                                                              |
| 29 gennaio | Western Australian Pro Championships 1966 Perth, Australia Erba - $8400 Singolare - Doppio  | Rod Laver 6–2 10–8                              | Ken Rosewall                                  | Pierre Barthes Lew Hoad     | Tabellone a 6 Earl Buchholz Andrés Gimeno                    |
| 29 gennaio | Western Australian Pro Championships 1966 Perth, Australia Erba - $8400 Singolare - Doppio  | Andrés Gimeno Pierre Barthes Round Robin        | Lew Hoad Ken Rosewall Rod Laver Earl Buchholz | Pierre Barthes Lew Hoad     | Tabellone a 6 Earl Buchholz Andrés Gimeno                    |
| 30 gennaio | Natal Championships 1966 Durban, Sudafrica Singolare - Doppio                               | Bob Hewitt 6-3 6-4 6-4                          | Martin Mulligan                               |                             |                                                              |
| 30 gennaio | Natal Championships 1966 Durban, Sudafrica Singolare - Doppio                               |                                                 |                                               |                             |                                                              |
| 30 gennaio | Austin Smith Championships 1966 Fort Lauderdale, Stati Uniti Singolare - Doppio             | Frank Froehling 6-4 6-2                         | Michael Belkin                                |                             |                                                              |
| 30 gennaio | Austin Smith Championships 1966 Fort Lauderdale, Stati Uniti Singolare - Doppio             |                                                 |                                               |                             |                                                              |
| 30 gennaio | Torneo della Costa Rica 1966 San Josè, Costa Rica Singolare - Doppio                        | Ismail El Shafei 6-2 6-2 6-4                    | Gary Penberthy                                |                             |                                                              |
| 30 gennaio | Torneo della Costa Rica 1966 San Josè, Costa Rica Singolare - Doppio                        |                                                 |                                               |                             |                                                              |
| 30 gennaio | Eastern Indoor Clay Court Championships 1966 Waldwick, Stati Uniti Singolare - Doppio       | Eugene Scott 6-1 6-4 6-1                        | Robert Barker                                 |                             |                                                              |
| 30 gennaio | Eastern Indoor Clay Court Championships 1966 Waldwick, Stati Uniti Singolare - Doppio       |                                                 |                                               |                             |                                                              |
| 31 gennaio | Australian Championships 1966 Sydney, Australia Singolare - Doppio - Doppio misto           | Roy Emerson 6-8 6-2 6-3                         | Arthur Ashe                                   |                             |                                                              |
| 31 gennaio | Australian Championships 1966 Sydney, Australia Singolare - Doppio - Doppio misto           | Roy Emerson Fred Stolle 7-9 6-3 6-8 14-12 12-10 | John Newcombe Tony Roche                      |                             |                                                              |

### Febbraio
| Settimana   | Torneo                                                                                      | Vincitore                          | Finalista                    | Semifinalisti                  | Eliminati ai quarti                    |
| ----------- | ------------------------------------------------------------------------------------------- | ---------------------------------- | ---------------------------- | ------------------------------ | -------------------------------------- |
| ? Febbraio  | Dallas Indoor 1966 Dallas, Stati Uniti Singolare - Doppio                                   | Dennis Ralston 6-4 6-2             | Ron Holmberg                 |                                |                                        |
| ? Febbraio  | Dallas Indoor 1966 Dallas, Stati Uniti Singolare - Doppio                                   |                                    |                              |                                |                                        |
| 1º febbraio | Western Intercollegiates Indoor 1966 Stati Uniti Singolare - Doppio                         | Stan Smith 8-6 10-8                | Charlie Pasarell             |                                |                                        |
| 1º febbraio | Western Intercollegiates Indoor 1966 Stati Uniti Singolare - Doppio                         |                                    |                              |                                |                                        |
| 6 febbraio  | Florida Pro Championships 1966 Hollywood, Stati Uniti Terra rossa Singolare - Doppio        | Pancho Gonzales 6–2 6–0            | Warren Woodcock              |                                |                                        |
| 6 febbraio  | Florida Pro Championships 1966 Hollywood, Stati Uniti Terra rossa Singolare - Doppio        |                                    |                              |                                |                                        |
| 6 febbraio  | Auckland International Wills 1966 Auckland, Nuova Zelanda Singolare - Doppio                | Roy Emerson 6-4 6-3 6-1            | Roger Taylor                 | Patricio Rodríguez Fred Stolle | John Lockington Dave Simmonds B. Young |
| 6 febbraio  | Auckland International Wills 1966 Auckland, Nuova Zelanda Singolare - Doppio                |                                    |                              | Patricio Rodríguez Fred Stolle | John Lockington Dave Simmonds B. Young |
| 6 febbraio  | Nice Lawn Tennis Club Championships 1966 Nizza, Francia Singolare - Doppio                  | Geoff Bluett 6-3 6-2               | John Crump                   |                                |                                        |
| 6 febbraio  | Nice Lawn Tennis Club Championships 1966 Nizza, Francia Singolare - Doppio                  |                                    |                              |                                |                                        |
| 8 febbraio  | Richmond Indoor 1966 Richmond, Stati Uniti Singolare - Doppio                               | Chuck McKinley 6-1 6-2             | Frank Froehling              |                                |                                        |
| 8 febbraio  | Richmond Indoor 1966 Richmond, Stati Uniti Singolare - Doppio                               |                                    |                              |                                |                                        |
| 13 febbraio | Buffalo Indoor 1966 Buffalo, Stati Uniti Singolare - Doppio                                 | Dennis Ralston 6-3 8-6             | Tom Edlefsen                 |                                |                                        |
| 13 febbraio | Buffalo Indoor 1966 Buffalo, Stati Uniti Singolare - Doppio                                 |                                    |                              |                                |                                        |
| 13 febbraio | Scandinavian Covered Court Championships 1966 Oslo, Norvegia Singolare - Doppio             | Bobby Wilson 12-10 3-6 8-6 5-7 6-3 | Torben Ulrich                |                                |                                        |
| 13 febbraio | Scandinavian Covered Court Championships 1966 Oslo, Norvegia Singolare - Doppio             |                                    |                              |                                |                                        |
| 13 febbraio | Philadelphia Indoor 1966 Filadelfia, Stati Uniti Singolare - Doppio                         | Charlie Pasarell 4-6 6-4 6-1 8-6   | Arthur Ashe                  |                                |                                        |
| 13 febbraio | Philadelphia Indoor 1966 Filadelfia, Stati Uniti Singolare - Doppio                         |                                    |                              |                                |                                        |
| 13 febbraio | Orlando Pro Championships 1966 Orlando, Stati Uniti Terra rossa - $3000 Singolare - Doppio  | Pancho Gonzales 6–2 6–0            | Pancho Segura                |                                |                                        |
| 13 febbraio | Orlando Pro Championships 1966 Orlando, Stati Uniti Terra rossa - $3000 Singolare - Doppio  |                                    |                              |                                |                                        |
| 20 febbraio | Southern Pro Indoor Championships 1966 Sewanee, Stati Uniti Singolare - Doppio              | Delmar Sylvia 3-6 6-3 7-5          | Earl Baumgardner             |                                |                                        |
| 20 febbraio | Southern Pro Indoor Championships 1966 Sewanee, Stati Uniti Singolare - Doppio              |                                    |                              |                                |                                        |
| 20 febbraio | German Covered Court Championships 1966 Brema, Germania Singolare - Doppio                  | Bob Carmichael 6-4 6-1 8-10 6-3    | Inge Buding                  |                                |                                        |
| 20 febbraio | German Covered Court Championships 1966 Brema, Germania Singolare - Doppio                  |                                    |                              |                                |                                        |
| 20 febbraio | Torneo di Cannes 1966 Cannes, Francia Singolare - Doppio                                    | Peter Pokorny 4-6 6-3 ritiro       | John Crump                   |                                |                                        |
| 20 febbraio | Torneo di Cannes 1966 Cannes, Francia Singolare - Doppio                                    |                                    |                              |                                |                                        |
| 20 febbraio | New South Wales Hard Court Championships 1966 Parkes, Australia Singolare - Doppio          | Tony Roche                         | Fred Stolle                  |                                |                                        |
| 20 febbraio | New South Wales Hard Court Championships 1966 Parkes, Australia Singolare - Doppio          |                                    |                              |                                |                                        |
| 20 febbraio | US Indoors 1966 Salisbury, Stati Uniti Singolare - Doppio                                   | Charlie Pasarell 12-10 10-8 8-6    | Ron Holmberg                 |                                |                                        |
| 20 febbraio | US Indoors 1966 Salisbury, Stati Uniti Singolare - Doppio                                   |                                    |                              |                                |                                        |
| 27 febbraio | Dixie Championships 1966 Tampa, Stati Uniti Singolare - Doppio                              | Cliff Drysdale 6-2 6-4 6-4         | Boro Jovanović               |                                |                                        |
| 27 febbraio | Dixie Championships 1966 Tampa, Stati Uniti Singolare - Doppio                              |                                    |                              |                                |                                        |
| 27 febbraio | Bavarian Championships 1966 Monaco di Baviera, Germania Singolare - Doppio                  | Wilhelm Bungert 6-3 6-3 6-2        | Jaroslav Drobny              |                                |                                        |
| 27 febbraio | Bavarian Championships 1966 Monaco di Baviera, Germania Singolare - Doppio                  |                                    |                              |                                |                                        |
| 27 febbraio | Campionato Partenopeo 1966 Napoli, Italia Terra rossa Singolare - Doppio                    | Nicola Pietrangeli 8-6 2-6 6-2 6-1 | Tony Roche                   |                                |                                        |
| 27 febbraio | Campionato Partenopeo 1966 Napoli, Italia Terra rossa Singolare - Doppio                    | Owen Davidson Phil Bowrey walkover | Marty Riessen Clark Graebner |                                |                                        |
| 27 febbraio | Vanderbilt Athletic Round Robin Championships 1966 New York, Stati Uniti Singolare - Doppio | Chuck McKinley                     | non conosciuta (bandiera)    |                                |                                        |
| 27 febbraio | Vanderbilt Athletic Round Robin Championships 1966 New York, Stati Uniti Singolare - Doppio |                                    |                              |                                |                                        |
| 27 febbraio | French Covered Court Championships 1966 Parigi, Francia Singolare - Doppio                  | Jan-Erik Lundquist 6-4 6-4 6-4     | Bobby Wilson                 |                                |                                        |
| 27 febbraio | French Covered Court Championships 1966 Parigi, Francia Singolare - Doppio                  |                                    |                              |                                |                                        |
| 27 febbraio | Australian Hard Court Championships 1966 Sydney, Australia Singolare - Doppio               | Roy Emerson 6-3 8-6 4-6 6-3        | Tony Roche                   |                                |                                        |
| 27 febbraio | Australian Hard Court Championships 1966 Sydney, Australia Singolare - Doppio               |                                    |                              |                                |                                        |

### Marzo
| Settimana | Torneo | Vincitore                              | Finalista             | Semifinalisti                 | Eliminati ai quarti                                       |
| --------- | --- | -------------------------------------- | --------------------- | ----------------------------- | --------------------------------------------------------- |
| 6 marzo   | Cozon Cup Indoor Championships 1966 Lione, Francia Singolare - Doppio                                         | Pekka Saila 7-5 4-6 6-4 5-7 6-0        | Jean-Pierre Courcol   |                               |                                                           |
| 6 marzo   | Cozon Cup Indoor Championships 1966 Lione, Francia Singolare - Doppio                                         |                                        |                       |                               |                                                           |
| 6 marzo   | Trinidad International 1966 Port of Spain, Trinidad e Tobago Singolare - Doppio                               | Tony Roche 6-3 3-6 9-7 7-5             | John Newcombe         |                               |                                                           |
| 6 marzo   | Trinidad International 1966 Port of Spain, Trinidad e Tobago Singolare - Doppio                               |                                        |                       |                               |                                                           |
| 6 marzo   | Dutch Covered Court Championships 1966 Zuidlaren, Paesi Bassi Singolare - Doppio                              | Tom Okker 6-1 1-6 6-2                  | Bobby Wilson          |                               |                                                           |
| 6 marzo   | Dutch Covered Court Championships 1966 Zuidlaren, Paesi Bassi Singolare - Doppio                              |                                        |                       |                               |                                                           |
| 7 marzo   | Perth Championships 1966 Perth (Australia Occidentale), Australia Singolare - Doppio                          | Bill Bowrey 6-3 6-4 8-6                | Timothy Clayton       |                               |                                                           |
| 7 marzo   | Perth Championships 1966 Perth (Australia Occidentale), Australia Singolare - Doppio                          |                                        |                       |                               |                                                           |
| 13 marzo  | Colombia International 1966 Barranquilla, Colombia Singolare - Doppio                                         | Martin Mulligan 9-11 6-2 7-5 2-6 12-10 | François Jauffret     |                               |                                                           |
| 13 marzo  | Colombia International 1966 Barranquilla, Colombia Singolare - Doppio                                         |                                        |                       |                               |                                                           |
| 13 marzo  | Egyptian International Cairo Championships 1966 Il Cairo, Egitto Singolare - Doppio                           | Jan-Erik Lundquist 6-3 6-3 6-2         | Ken Fletcher          |                               |                                                           |
| 13 marzo  | Egyptian International Cairo Championships 1966 Il Cairo, Egitto Singolare - Doppio                           |                                        |                       |                               |                                                           |
| 13 marzo  | Torneo di Beaulieu 1966 Cannes, Francia Singolare - Doppio                                                    | Graham Stilwell 6-4 7-5                | Keith Wooldridge      |                               |                                                           |
| 13 marzo  | Torneo di Beaulieu 1966 Cannes, Francia Singolare - Doppio                                                    |                                        |                       |                               |                                                           |
| 14 marzo  | Queensland Bay Championships 1966 Redcliffe, Australia Singolare - Doppio                                     | Maurice Guse 6-2 6-2                   | Neil Gibson           |                               |                                                           |
| 14 marzo  | Queensland Bay Championships 1966 Redcliffe, Australia Singolare - Doppio                                     |                                        |                       |                               |                                                           |
| 20 marzo  | Egyptian International Alexandria Championships 1966 Alessandria d'Egitto, Egitto Singolare - Doppio          | Ion Țiriac 2-6 6-3 6-3 6-4             | Marty Riessen         |                               |                                                           |
| 20 marzo  | Egyptian International Alexandria Championships 1966 Alessandria d'Egitto, Egitto Singolare - Doppio          |                                        |                       |                               |                                                           |
| 20 marzo  | Carlton Club Championships 1966 Cannes, Francia Singolare - Doppio                                            | Graham Stilwell 6-4 1-6 6-3            | William Alvarez       |                               |                                                           |
| 20 marzo  | Carlton Club Championships 1966 Cannes, Francia Singolare - Doppio                                            |                                        |                       |                               |                                                           |
| 20 marzo  | Caracas Altamira International 1966 Caracas, Venezuela Singolare - Doppio                                     | Tony Roche 0-6 6-3 6-4 3-6 6-4         | John Newcombe         |                               |                                                           |
| 20 marzo  | Caracas Altamira International 1966 Caracas, Venezuela Singolare - Doppio                                     |                                        |                       |                               |                                                           |
| 20 marzo  | Thunderbird Classic 1966 Phoenix, Stati Uniti Singolare - Doppio                                              | Arthur Ashe 3-6 6-3 6-2                | Jim Osborne           |                               |                                                           |
| 20 marzo  | Thunderbird Classic 1966 Phoenix, Stati Uniti Singolare - Doppio                                              |                                        |                       |                               |                                                           |
| 26 marzo  | Madison Square Garden Pro Championships 1966 New York, Stati Uniti Parquet indoor - $25000 Singolare - Doppio | Ken Rosewall 6-3 6-3                   | Rod Laver             | Andrés Gimeno Pancho Gonzales | Earl Buchholz Malcolm J. Anderson Lew Hoad Pierre Barthes |
| 26 marzo  | Madison Square Garden Pro Championships 1966 New York, Stati Uniti Parquet indoor - $25000 Singolare - Doppio | Rod Laver Earl Buchholz 6-3 6-2        | Ken Rosewall Lew Hoad | Andrés Gimeno Pancho Gonzales | Earl Buchholz Malcolm J. Anderson Lew Hoad Pierre Barthes |
| 27 marzo  | Riviera Championships 1966 Mentone, Francia Singolare - Doppio                                                | István Gulyás 6-2 6-2                  | Patrick Hombergen     |                               |                                                           |
| 27 marzo  | Riviera Championships 1966 Mentone, Francia Singolare - Doppio                                                |                                        |                       |                               |                                                           |
| 28 marzo  | Torneo di Kampala 1966 Kampala, Uganda Singolare - Doppio                                                     | Ken Fletcher 7-9 6-4 6-3               | William H. Hoogs      |                               |                                                           |
| 28 marzo  | Torneo di Kampala 1966 Kampala, Uganda Singolare - Doppio                                                     |                                        |                       |                               |                                                           |
| 28 marzo  | Mexican International Championships 1966 Città del Messico, Messico Singolare - Doppio                        | Tony Roche 7-5 4-6 7-5 6-3             | Rafael Osuna          |                               |                                                           |
| 28 marzo  | Mexican International Championships 1966 Città del Messico, Messico Singolare - Doppio                        |                                        |                       |                               |                                                           |
| 31 marzo  | BBC2 Pro Championships 1966 Wembley, Londra, Gran Bretagna Singolare                                          | Pancho Gonzales 6–3 5–7 12–10          | Rod Laver             | Ken Rosewall Lew Hoad         |                                                           |

### Aprile
| Settimana | Torneo                                                                                  | Vincitore                                              | Finalista                    | Semifinalisti           | Eliminati ai quarti |
| --------- | --------------------------------------------------------------------------------------- | ------------------------------------------------------ | ---------------------------- | ----------------------- | ------------------- |
| ? aprile  | Western Intercollegiates Indoor 1966 Stati Uniti Singolare - Doppio                     | Charlie Pasarell 6-8 8-6 6-3                           | Stan Smith                   |                         |                     |
| ? aprile  | Western Intercollegiates Indoor 1966 Stati Uniti Singolare - Doppio                     |                                                        |                              |                         |                     |
| 2 aprile  | Versailles Pro Championships 1966 Versailles, Francia Singolare - Doppio                | Andrés Gimeno 7-5 8-6                                  | Pierre Barthes               | Rod Laver Lew Hoad      |                     |
| 2 aprile  | Versailles Pro Championships 1966 Versailles, Francia Singolare - Doppio                | Pierre Barthes Andrés Gimeno 6-3 e 8-5 2 match giocati | Lew Hoad Rod Laver           | Rod Laver Lew Hoad      |                     |
| 3 aprile  | Champions of Champions Western Australia 1966 Perth, Australia Singolare - Doppio       | Richard Coulthard 7-9 8-6 6-2 6-2                      | Koniuchwiskyj                |                         |                     |
| 3 aprile  | Champions of Champions Western Australia 1966 Perth, Australia Singolare - Doppio       |                                                        |                              |                         |                     |
| 3 aprile  | Caribe Hilton International Championships 1966 San Juan, Porto Rico Singolare - Doppio  | Arthur Ashe 6-3 6-4 6-3                                | Cliff Richey                 |                         |                     |
| 3 aprile  | Caribe Hilton International Championships 1966 San Juan, Porto Rico Singolare - Doppio  |                                                        |                              |                         |                     |
| 4 aprile  | Nancy Pro Championships 1966 Nancy, Francia Singolare - Doppio                          | Rod Laver 7–5 6–3                                      | Andrés Gimeno                | Pierre Barthes Lew Hoad |                     |
| 4 aprile  | Nancy Pro Championships 1966 Nancy, Francia Singolare - Doppio                          | Pierre Barthes Andrés Gimeno                           | Lew Hoad Rod Laver           | Pierre Barthes Lew Hoad |                     |
| 10 aprile | Cumberland Hard Court Championships 1966 Hampstead, Gran Bretagna Singolare - Doppio    | Graham Stilwell 2-6 6-3 6-3                            | Stanley Matthews             |                         |                     |
| 10 aprile | Cumberland Hard Court Championships 1966 Hampstead, Gran Bretagna Singolare - Doppio    |                                                        |                              |                         |                     |
| 10 aprile | South African Championships 1966 Johannesburg, Sudafrica Singolare - Doppio             | Roy Emerson 6-3 2-6 3-6 6-4 7-5                        | Bob Hewitt                   |                         |                     |
| 10 aprile | South African Championships 1966 Johannesburg, Sudafrica Singolare - Doppio             |                                                        |                              |                         |                     |
| 10 aprile | Cannes Pro Championships 1966 Cannes, Francia Singolare - Doppio                        | Rod Laver 7-5 6-3                                      | Andrés Gimeno                | Pierre Barthes Lew Hoad |                     |
| 10 aprile | Cannes Pro Championships 1966 Cannes, Francia Singolare - Doppio                        | Lew Hoad Rod Laver 8-6                                 | Pierre Barthes Andrés Gimeno | Pierre Barthes Lew Hoad |                     |
| 10 aprile | Masters Invitational 1966 Saint Petersburg, Stati Uniti Singolare - Doppio              | Niki Pilic 9-7 7-5 8-6                                 | Cliff Richey                 |                         |                     |
| 10 aprile | Masters Invitational 1966 Saint Petersburg, Stati Uniti Singolare - Doppio              |                                                        |                              |                         |                     |
| 11 aprile | Torneo di Kingaroy 1966 Kingaroy, Australia Singolare - Doppio                          | Neville Hay 7-5 6-1                                    | C. Bothwell                  |                         |                     |
| 11 aprile | Torneo di Kingaroy 1966 Kingaroy, Australia Singolare - Doppio                          |                                                        |                              |                         |                     |
| 11 aprile | Eden Monaro Championships 1966 Queanbeyan, Australia Singolare - Doppio                 | Larkham 6-0 6-2                                        | K. Figg                      |                         |                     |
| 11 aprile | Eden Monaro Championships 1966 Queanbeyan, Australia Singolare - Doppio                 |                                                        |                              |                         |                     |
| 11 aprile | Darling Downs Championships 1966 Toowoomba, Australia Singolare - Doppio                | Maurice Guse 6-4 6-2                                   | Gary Baulch                  |                         |                     |
| 11 aprile | Darling Downs Championships 1966 Toowoomba, Australia Singolare - Doppio                |                                                        |                              |                         |                     |
| 12 aprile | Tally Ho! 1966 Birmingham, Gran Bretagna Singolare - Doppio                             | Roy W. Dixon 6-2 6-1                                   | Ted Beards                   |                         |                     |
| 12 aprile | Tally Ho! 1966 Birmingham, Gran Bretagna Singolare - Doppio                             |                                                        |                              |                         |                     |
| 12 aprile | Southport Hard Court Championships 1966 Southport, Gran Bretagna Singolare - Doppio     | William Knight 6-1 6-2                                 | John McDonald                |                         |                     |
| 12 aprile | Southport Hard Court Championships 1966 Southport, Gran Bretagna Singolare - Doppio     |                                                        |                              |                         |                     |
| 17 aprile | Puerta de Hierro International 1966 Madrid, Spagna Singolare - Doppio                   | Thomaz Koch 8-6 6-1                                    | Edison Mandarino             |                         |                     |
| 17 aprile | Puerta de Hierro International 1966 Madrid, Spagna Singolare - Doppio                   |                                                        |                              |                         |                     |
| 17 aprile | Monte Carlo Cup 1966 Monaco, Monaco Singolare - Doppio                                  | Manuel Santana 8-6 4-6 6-4 6-1                         | Nicola Pietrangeli           |                         |                     |
| 17 aprile | Monte Carlo Cup 1966 Monaco, Monaco Singolare - Doppio                                  |                                                        |                              |                         |                     |
| 17 aprile | San Antonio Invitation 1966 San Antonio, Stati Uniti Singolare - Doppio                 | Tony Roche 6-2 6-3                                     | Dennis Ralston               |                         |                     |
| 17 aprile | San Antonio Invitation 1966 San Antonio, Stati Uniti Singolare - Doppio                 |                                                        |                              |                         |                     |
| 17 aprile | Surrey Hard Court Championships 1966 Sutton, Gran Bretagna Singolare - Doppio           | Lew Gerrard William Knight titolo condiviso            |                              |                         |                     |
| 17 aprile | Surrey Hard Court Championships 1966 Sutton, Gran Bretagna Singolare - Doppio           |                                                        |                              |                         |                     |
| 17 aprile | Aix Golden Racquet Tournament 1966 Aix-en-Provence, Francia Singolare - Doppio          | István Gulyás 6-4 4-6 6-0 6-1                          | Michael Belkin               |                         |                     |
| 17 aprile | Aix Golden Racquet Tournament 1966 Aix-en-Provence, Francia Singolare - Doppio          |                                                        |                              |                         |                     |
| 17 aprile | Catania Championships 1966 Catania, Italia Singolare - Doppio                           | Marty Riessen 6-4 6-8 6-2 6-4                          | Ion Țiriac                   |                         |                     |
| 17 aprile | Catania Championships 1966 Catania, Italia Singolare - Doppio                           |                                                        |                              |                         |                     |
| 17 aprile | Rothmans Connaught Championships 1966 Chingford, Gran Bretagna Singolare - Doppio       | Bobby Wilson 6-2 6-2                                   | Alan Mills                   |                         |                     |
| 17 aprile | Rothmans Connaught Championships 1966 Chingford, Gran Bretagna Singolare - Doppio       |                                                        |                              |                         |                     |
| 17 aprile | River Oaks International Tennis Tournament 1966 Houston, Stati Uniti Singolare - Doppio | Martin Mulligan 6-2 3-6 6-4 0-6 4-5 ritiro             | Niki Pilic                   |                         |                     |
| 17 aprile | River Oaks International Tennis Tournament 1966 Houston, Stati Uniti Singolare - Doppio |                                                        |                              |                         |                     |
| 25 aprile | British Hard Court Championships 1966 Bournemouth, Gran Bretagna Singolare - Doppio     | Ken Fletcher 7-5 6-4                                   | Tom Okker                    |                         |                     |
| 25 aprile | British Hard Court Championships 1966 Bournemouth, Gran Bretagna Singolare - Doppio     |                                                        |                              |                         |                     |
| 25 aprile | Dallas Invitation 1966 Dallas, Stati Uniti Singolare - Doppio                           | Arthur Ashe 5-7 6-4 6-4                                | Charlie Pasarell             |                         |                     |
| 25 aprile | Dallas Invitation 1966 Dallas, Stati Uniti Singolare - Doppio                           |                                                        |                              |                         |                     |
| 25 aprile | Campionato Partenopeo 1966 Napoli, Italia Singolare - Doppio                            | Nicola Pietrangeli 8-6 2-6 6-2 6-1                     | Tony Roche                   |                         |                     |
| 25 aprile | Campionato Partenopeo 1966 Napoli, Italia Singolare - Doppio                            |                                                        |                              |                         |                     |
| 25 aprile | Paris International Championships 1966 Parigi, Francia Singolare - Doppio               | Jaime Pinto-Bravo 7-5 6-1 8-10 6-2                     | François Jauffret            |                         |                     |
| 25 aprile | Paris International Championships 1966 Parigi, Francia Singolare - Doppio               |                                                        |                              |                         |                     |

### Maggio
| Settimana | Torneo                                                                                             | Vincitore                              | Finalista                         | Semifinalisti                 | Eliminati ai quarti |
| --------- | -------------------------------------------------------------------------------------------------- | -------------------------------------- | --------------------------------- | ----------------------------- | ------------------- |
| maggio    | Atlanta Invitational 1966 Stati Uniti, Atlanta Singolare - Doppio                                  | Chuck McKinley 8-6 6-4                 | Ron Holmberg                      |                               |                     |
| maggio    | Atlanta Invitational 1966 Stati Uniti, Atlanta Singolare - Doppio                                  |                                        |                                   |                               |                     |
| maggio    | Connecticut State Championships 1966 località sconosciuta, Stati Uniti Singolare - Doppio          | Frank Froehling 9-7 6-1                | Don Weld                          |                               |                     |
| maggio    | Connecticut State Championships 1966 località sconosciuta, Stati Uniti Singolare - Doppio          |                                        |                                   |                               |                     |
| 1º maggio | River Plate Championships 1966 Buenos Aires, Argentina Singolare - Doppio                          | Martin Mulligan 6-2 7-5 6-3            | Rafael Osuna                      |                               |                     |
| 1º maggio | River Plate Championships 1966 Buenos Aires, Argentina Singolare - Doppio                          |                                        |                                   |                               |                     |
| 1º maggio | London Hard Court Championships 1966 Hurlingham Gran Bretagna Singolare - Doppio                   | Stanley Matthews 6-4 8-6               | Allan Stone                       |                               |                     |
| 1º maggio | London Hard Court Championships 1966 Hurlingham Gran Bretagna Singolare - Doppio                   |                                        |                                   |                               |                     |
| 2 maggio  | Torneo di Reggio Calabria 1966 Reggio Calabria, Italia Singolare - Doppio                          | Tony Roche 7-5 6-2 6-3                 | Clark Graebner                    |                               |                     |
| 2 maggio  | Torneo di Reggio Calabria 1966 Reggio Calabria, Italia Singolare - Doppio                          |                                        |                                   |                               |                     |
| 8 maggio  | Charlotte Invitation 1966 Charlotte, Stati Uniti Singolare - Doppio                                | Ron Holmberg 6-4 6-3                   | Frank Froehling                   |                               |                     |
| 8 maggio  | Charlotte Invitation 1966 Charlotte, Stati Uniti Singolare - Doppio                                |                                        |                                   |                               |                     |
| 8 maggio  | Southern California Championships 1966 Los Angeles, Stati Uniti Singolare - Doppio                 | Arthur Ashe 6-4 6-2                    | Stan Smith                        |                               |                     |
| 8 maggio  | Southern California Championships 1966 Los Angeles, Stati Uniti Singolare - Doppio                 |                                        |                                   |                               |                     |
| 11 maggio | Internazionali d'Italia 1966 Roma, Italia Singolare - Doppio                                       | Tony Roche 11-9 6-1 6-2                | Nicola Pietrangeli                |                               |                     |
| 11 maggio | Internazionali d'Italia 1966 Roma, Italia Singolare - Doppio                                       | Roy Emerson Fred Stolle 6-4 12-10 6-3  | Nicola Pietrangeli Cliff Drysdale |                               |                     |
| 15 maggio | Torneo di Henley-on-Thames 1966 (Phillis Court) Henley on Thames, Gran Bretagna Singolare - Doppio | Lew Gerrard 6-2 4-6 6-3                | Gerald Battrick                   |                               |                     |
| 15 maggio | Torneo di Henley-on-Thames 1966 (Phillis Court) Henley on Thames, Gran Bretagna Singolare - Doppio |                                        |                                   |                               |                     |
| 15 maggio | California State Championships 1966 Portola Valley, Stati Uniti Singolare - Doppio                 | Allen Fox 9-7 13-11 6-4                | Robert Siska                      |                               |                     |
| 15 maggio | California State Championships 1966 Portola Valley, Stati Uniti Singolare - Doppio                 |                                        |                                   |                               |                     |
| 15 maggio | Torneo di Villa d'Este 1966 Tivoli, Italia Singolare - Doppio                                      | Nicola Pietrangeli 6-3 6-4             | Bill Bowrey                       |                               |                     |
| 15 maggio | Torneo di Villa d'Este 1966 Tivoli, Italia Singolare - Doppio                                      |                                        |                                   |                               |                     |
| 21 maggio | Torneo Godò 1966 Barcellona, Spagna Terra rossa Singolare - Doppio                                 | Thomaz Koch 6-3 6-2 3-6 7-5            | Niki Pilic                        |                               |                     |
| 21 maggio | Torneo Godò 1966 Barcellona, Spagna Terra rossa Singolare - Doppio                                 | Roy Emerson Fred Stolle 9-7 6-4        | Thomaz Koch Jose Mandarino        |                               |                     |
| 21 maggio | Belgium International Championships 1966 Bruxelles, Belgio Singolare - Doppio                      | Tom Okker 8-10 6-3 6-3                 | Bob Carmichael                    |                               |                     |
| 21 maggio | Belgium International Championships 1966 Bruxelles, Belgio Singolare - Doppio                      |                                        |                                   |                               |                     |
| 21 maggio | Helsinki International 1966 Helsinki, Finlandia Singolare - Doppio                                 | Dennis Ralston 7-5, 4-6,6-4            | John Newcombe                     |                               |                     |
| 21 maggio | Helsinki International 1966 Helsinki, Finlandia Singolare - Doppio                                 |                                        |                                   |                               |                     |
| 21 maggio | Roehampton Hard Court Championships 1966 Roehampton, Gran Bretagna Singolare - Doppio              | Lew Gerrard 7-5, 4-6, 6-4              | William Hoogs                     |                               |                     |
| 21 maggio | Roehampton Hard Court Championships 1966 Roehampton, Gran Bretagna Singolare - Doppio              |                                        |                                   |                               |                     |
| 21 maggio | Torneo di Saltsjöbaden 1966 Saltsjöbaden, Svezia Singolare - Doppio                                | Dennis Ralston 6-4, 9-7, 8-6           | John Newcombe                     |                               |                     |
| 21 maggio | Torneo di Saltsjöbaden 1966 Saltsjöbaden, Svezia Singolare - Doppio                                |                                        |                                   |                               |                     |
| 22 maggio | US Hard Court Championships 1966 La Jolla, Stati Uniti Singolare - Doppio                          | Stan Smith 6-4, 6-1                    | Ian Crookenden                    |                               |                     |
| 22 maggio | US Hard Court Championships 1966 La Jolla, Stati Uniti Singolare - Doppio                          |                                        |                                   |                               |                     |
| 23 maggio | Casablanca Pro Championships 1966 Casablanca, Marocco Terra rossa Singolare                        | Ken Rosewall 6-3 6-2                   | Andrés Gimeno                     | Robert Haillet Pierre Barthes |                     |
| 28 maggio | Torneo di Lytham St Annes 1966 Lytham St Annes, Gran Bretagna Singolare - Doppio                   | Rudy Hernando 6-2, 2-6, 6-1            | Dick Crealy                       |                               |                     |
| 28 maggio | Torneo di Lytham St Annes 1966 Lytham St Annes, Gran Bretagna Singolare - Doppio                   |                                        |                                   |                               |                     |
| 28 maggio | Surrey Championships 1966 Surbiton, Gran Bretagna Singolare - Doppio                               | Keith Wooldridge 7-5, 6-4              | Curtis                            |                               |                     |
| 28 maggio | Surrey Championships 1966 Surbiton, Gran Bretagna Singolare - Doppio                               |                                        |                                   |                               |                     |
| 28 maggio | Wiesbaden Championships 1966 Wiesbaden, Germania Singolare - Doppio                                | Ken Fletcher 6-2, 5-7, 13-11, 3-6, 6-3 | Wilhelm Bungert                   |                               |                     |
| 28 maggio | Wiesbaden Championships 1966 Wiesbaden, Germania Singolare - Doppio                                |                                        |                                   |                               |                     |
| 28 maggio | Torneo di Wolverhampton 1966 Wolverhampton, Gran Bretagna Singolare - Doppio                       | William Hoogs 6-4, 8-6                 | Onny Parun                        |                               |                     |
| 28 maggio | Torneo di Wolverhampton 1966 Wolverhampton, Gran Bretagna Singolare - Doppio                       |                                        |                                   |                               |                     |
| 28 maggio | West Berlin Championships 1966 Berlino Ovest, Germania Singolare - Doppio                          | Niki Pilic 6-2, 12-10, 6-3             | Bob Hewitt                        |                               |                     |
| 28 maggio | West Berlin Championships 1966 Berlino Ovest, Germania Singolare - Doppio                          |                                        |                                   |                               |                     |
| 28 maggio | Guildford Hard Court Championships 1966 Guildford, Gran Bretagna Singolare - Doppio                | Stanley Matthews 5-7, 6-4, 6-2         | William H. Hoogs                  |                               |                     |
| 28 maggio | Guildford Hard Court Championships 1966 Guildford, Gran Bretagna Singolare - Doppio                |                                        |                                   |                               |                     |
| 28 maggio | Torneo di Malvern 1966 Malvern, Gran Bretagna Singolare - Doppio                                   | Alan Mills 6-2, 6-3                    | J. Brown                          |                               |                     |
| 28 maggio | Torneo di Malvern 1966 Malvern, Gran Bretagna Singolare - Doppio                                   |                                        |                                   |                               |                     |
| 30 maggio | Tulsa Clay Court Championships 1966 Tulsa, Stati Uniti Singolare - Doppio                          | Vic Seixas 6-3, 6-4                    | John Pickens                      |                               |                     |
| 30 maggio | Tulsa Clay Court Championships 1966 Tulsa, Stati Uniti Singolare - Doppio                          |                                        |                                   |                               |                     |

### Giugno
| Settimana | Torneo                                                                                           | Vincitore                                   | Finalista                        | Semifinalisti               | Eliminati ai quarti |
| --------- | ------------------------------------------------------------------------------------------------ | ------------------------------------------- | -------------------------------- | --------------------------- | --- |
| giugno    | Triple A Championships 1966 St. Louis, Stati Uniti Singolare - Doppio                            | Frank Froehling 6-0, 6-3                    | Chuck McKinley                   |                             | |
| giugno    | Triple A Championships 1966 St. Louis, Stati Uniti Singolare - Doppio                            |                                             |                                  |                             | |
| 4 giugno  | Northern Championships 1966 Manchester, Gran Bretagna Singolare - Doppio                         | John Barrett 6-3, 6-3                       | Lew Gerrard                      |                             | |
| 4 giugno  | Northern Championships 1966 Manchester, Gran Bretagna Singolare - Doppio                         |                                             |                                  |                             | |
| 5 giugno  | Bielefeld Tournament 1966 Bielefeld, Germania Singolare - Doppio                                 | Niki Pilic 6-8, 2-6, 6-4                    | Wilhelm Bungert                  |                             | |
| 5 giugno  | Bielefeld Tournament 1966 Bielefeld, Germania Singolare - Doppio                                 |                                             |                                  |                             | |
| 5 giugno  | Torneo di Cheltenham 1966 Cheltenham, Gran Bretagna Singolare - Doppio                           | Raymond Moore 2-6, 6-1, 6-4                 | Dick Crealy                      |                             | |
| 5 giugno  | Torneo di Cheltenham 1966 Cheltenham, Gran Bretagna Singolare - Doppio                           |                                             |                                  |                             | |
| 5 giugno  | Internazionali di Francia 1966 Parigi, Francia Singolare - Doppio - Doppio misto                 | Tony Roche 6-1 6-47-5                       | István Gulyás                    |                             | |
| 5 giugno  | Internazionali di Francia 1966 Parigi, Francia Singolare - Doppio - Doppio misto                 | Clark Graebner Dennis Ralston 6-3, 6-3, 6-0 | Ilie Năstase Ion Țiriac          |                             | |
| 5 giugno  | Torneo di Glenmorgan 1966 Glenmorgan, Gran Bretagna Singolare - Doppio                           | Ken Fletcher 3-6, 6-3, 6-1                  | Abe Segal                        |                             | |
| 5 giugno  | Torneo di Glenmorgan 1966 Glenmorgan, Gran Bretagna Singolare - Doppio                           |                                             |                                  |                             | |
| 5 giugno  | Barnes 1966 Lowther, Gran Bretagna Singolare - Doppio                                            | Colin McHugo 10-8, 6-3                      | Vinay Dhawan                     |                             | |
| 5 giugno  | Barnes 1966 Lowther, Gran Bretagna Singolare - Doppio                                            |                                             |                                  |                             | |
| 6 giugno  | Western Australian Hard Court Championships 1966 Kalgoorlie, Australia Singolare - Doppio        | Brian C. Bowman 6-1 6-2                     | C. Bell                          |                             | |
| 6 giugno  | Western Australian Hard Court Championships 1966 Kalgoorlie, Australia Singolare - Doppio        |                                             |                                  |                             | |
| 11 giugno | Blue and Gray Invitation 1966 Montgomery, Stati Uniti Singolare - Doppio                         | Tom Edlefsen                                | Earl Buchholz                    |                             | |
| 11 giugno | Blue and Gray Invitation 1966 Montgomery, Stati Uniti Singolare - Doppio                         |                                             |                                  |                             | |
| 12 giugno | Kent Championships 1966 Beckenham, Gran Bretagna Singolare - Doppio                              | John Newcombe 6-4, 15-13                    | Premjit Lall                     |                             | |
| 12 giugno | Kent Championships 1966 Beckenham, Gran Bretagna Singolare - Doppio                              |                                             |                                  |                             | |
| 12 giugno | West of England Championships 1966 Bristol, Gran Bretagna Singolare - Doppio                     | Cliff Richey 6-1, 6-3                       | Michael Belkin                   |                             | |
| 12 giugno | West of England Championships 1966 Bristol, Gran Bretagna Singolare - Doppio                     |                                             |                                  |                             | |
| 12 giugno | Nottinghamshire Championships 1966 Nottingham, Gran Bretagna Singolare - Doppio                  | Ion Țiriac 7-5, 6-2                         | Jack Saul                        |                             | |
| 12 giugno | Nottinghamshire Championships 1966 Nottingham, Gran Bretagna Singolare - Doppio                  |                                             |                                  |                             | |
| 12 giugno | Forest Hills Pro Championships 1966 Forest Hills, Stati Uniti Erba - $30500 Singolare            | Rod Laver 31-29                             | Ken Rosewall                     |                             | Round Robin Pancho Segura Butch Buchholz Pancho Gonzales Mike Davies Luis Ayala Pierre Barthes Barry MacKay Andrés Gimeno Lew Hoad Alex Olmedo Malcolm J. Anderson |
| 18 giugno | National Collegiate Championships 1966 Coral Gables, Stati Uniti Singolare - Doppio              | Charlie Pasarell 6-4, 3-6, 2-6              | Stan Smith                       |                             | |
| 18 giugno | National Collegiate Championships 1966 Coral Gables, Stati Uniti Singolare - Doppio              |                                             |                                  |                             | |
| 18 giugno | New Jersey State Championships 1966 East Orange, Stati Uniti Singolare - Doppio                  | Frank Froehling 6-2 6-3                     | Robert Barker                    |                             | |
| 18 giugno | New Jersey State Championships 1966 East Orange, Stati Uniti Singolare - Doppio                  |                                             |                                  |                             | |
| 18 giugno | Queen's Club Championships 1966 Londra, Gran Bretagna Singolare - Doppio                         | Roy Emerson walkover                        | Tony Roche                       |                             | |
| 18 giugno | Queen's Club Championships 1966 Londra, Gran Bretagna Singolare - Doppio                         |                                             |                                  |                             | |
| 19 giugno | US Pro Hard Court Championships 1966 St. Louis, Stati Uniti Cemento - $17,000 Singolare - Doppio | Andrés Gimeno 6-4 1-6 6-3                   | Rod Laver                        | Pancho Segura Earl Buchholz | Lew Hoad Dick Horwitz Mike Davies Luis Ayala |
| 19 giugno | US Pro Hard Court Championships 1966 St. Louis, Stati Uniti Cemento - $17,000 Singolare - Doppio | Lew Hoad Ken Rosewall 6-4 4-6 8-6           | Rod Laver Earl Buchholz          | Pancho Segura Earl Buchholz | Lew Hoad Dick Horwitz Mike Davies Luis Ayala |
| 25 giugno | Southern Championships 1966 Atlanta, Stati Uniti Singolare - Doppio                              | Zan Guerry 7-9, 6-4, 6-2                    | John Skogstad                    |                             | |
| 25 giugno | Southern Championships 1966 Atlanta, Stati Uniti Singolare - Doppio                              |                                             |                                  |                             | |
| 25 giugno | Eastern Clay Court Championships 1966 Hackensack, Stati Uniti Singolare - Doppio                 | Frank Froehling 3-6, 6-2, 4-6               | Herb Fitzgibbon                  |                             | |
| 25 giugno | Eastern Clay Court Championships 1966 Hackensack, Stati Uniti Singolare - Doppio                 |                                             |                                  |                             | |
| 27 giugno | Peacock Gap Pro Championships 1966 San Rafael, Stati Uniti Cemento - $20000 Singolare - Doppio   | Ken Rosewall Round Robin                    | Rod Laver Lew Hoad Andrés Gimeno |                             | |
| 27 giugno | Peacock Gap Pro Championships 1966 San Rafael, Stati Uniti Cemento - $20000 Singolare - Doppio   | Ken Rosewall Lew Hoad 31-26                 | Butch Buchholz Rod Laver         |                             | |

### Luglio
| Settimana | Torneo                                                                                           | Vincitore                                     | Finalista                                                                                        | Semifinalisti                 | Eliminati ai quarti                                   |
| --------- | ------------------------------------------------------------------------------------------------ | --------------------------------------------- | ------------------------------------------------------------------------------------------------ | ----------------------------- | ----------------------------------------------------- |
| luglio    | Torneo di Detroit 1966 Detroit, Stati Uniti Singolare - Doppio                                   | Vic Seixas 2-6 6-3 6-3                        | Michael Belkin                                                                                   |                               |                                                       |
| luglio    | Torneo di Detroit 1966 Detroit, Stati Uniti Singolare - Doppio                                   |                                               |                                                                                                  |                               |                                                       |
| 2 luglio  | Tri-State Championships 1966 Cincinnati, Stati Uniti Singolare - Doppio                          | David Power 7-5 3-6 0-6 6-1 6-2               | William Harris                                                                                   |                               |                                                       |
| 2 luglio  | Tri-State Championships 1966 Cincinnati, Stati Uniti Singolare - Doppio                          | Jaime Fillol Joaquín Loyo-Mayo 6-4, 6-4       | Bob Potthast Dick Leach                                                                          |                               |                                                       |
| 2 luglio  | Torneo di Wimbledon 1966 Londra, Gran Bretagna Singolare - Doppio - Doppio misto                 | Manuel Santana 6-4 11-9 6-4                   | Dennis Ralston                                                                                   |                               |                                                       |
| 2 luglio  | Torneo di Wimbledon 1966 Londra, Gran Bretagna Singolare - Doppio - Doppio misto                 | Ken Fletcher John Newcombe 6-3, 6-4, 3-6, 6-3 | William Bowrey Owen Davidson                                                                     |                               |                                                       |
| 4 luglio  | World Pro Championships 1966 Oklahoma City, Stati Uniti $15.000 - Terra rossa Singolare - Doppio | Andrés Gimeno 6-3 6-4                         | Ken Rosewall                                                                                     | Rod Laver Malcolm J. Anderson | Pancho Segura Luis Ayala Earl Buchholz Pierre Barthes |
| 4 luglio  | World Pro Championships 1966 Oklahoma City, Stati Uniti $15.000 - Terra rossa Singolare - Doppio | Rod Laver Earl Buchholz 6-4 6-4               | Lew Hoad Ken Rosewall                                                                            | Rod Laver Malcolm J. Anderson | Pancho Segura Luis Ayala Earl Buchholz Pierre Barthes |
| 6 luglio  | Welsh Championships 1966 Newport, Gran Bretagna Singolare - Doppio                               | Bob Hewitt 6-3 8-6                            | John Newcombe                                                                                    |                               |                                                       |
| 6 luglio  | Welsh Championships 1966 Newport, Gran Bretagna Singolare - Doppio                               |                                               |                                                                                                  |                               |                                                       |
| 9 luglio  | Swedish International Hard Court Championships 1966 Båstad, Svezia Singolare - Doppio            | Aleksandre Met'reveli 3-6 2-6 6-1 7-5 6-4     | Manuel Santana                                                                                   |                               |                                                       |
| 9 luglio  | Swedish International Hard Court Championships 1966 Båstad, Svezia Singolare - Doppio            |                                               |                                                                                                  |                               |                                                       |
| 10 luglio | Newport Pro Championships 1966 Newport, Stati Uniti Erba - $10000 Singolare - Doppio             | Ken Rosewall Round Robin                      | Malcolm J. Anderson Rod Laver Barry MacKay Luis Ayala Earl Buchholz Pierre Barthes Andrés Gimeno |                               |                                                       |
| 10 luglio | Newport Pro Championships 1966 Newport, Stati Uniti Erba - $10000 Singolare - Doppio             | Rod Laver Earl Buchholz 31-28                 | Luis Ayala Barry MacKay                                                                          |                               |                                                       |
| 10 luglio | Beerschot International 1966 Anversa, Belgio Singolare - Doppio                                  | Roy Emerson 6-3 9-7                           | Fred Stolle                                                                                      |                               |                                                       |
| 10 luglio | Beerschot International 1966 Anversa, Belgio Singolare - Doppio                                  |                                               |                                                                                                  |                               |                                                       |
| 10 luglio | Irish Championships 1966 Dublino, Irlanda Singolare - Doppio                                     | Jerry L. Cromwell 7-9 6-4 6-4                 | Graham Stilwell                                                                                  |                               |                                                       |
| 10 luglio | Irish Championships 1966 Dublino, Irlanda Singolare - Doppio                                     |                                               |                                                                                                  |                               |                                                       |
| 10 luglio | Düsseldorf Championships 1966 Düsseldorf, Germania Singolare - Doppio                            | Wilhelm Bungert 1-6 6-3 6-4 4-6 6-4           | Martin Mulligan                                                                                  |                               |                                                       |
| 10 luglio | Düsseldorf Championships 1966 Düsseldorf, Germania Singolare - Doppio                            |                                               |                                                                                                  |                               |                                                       |
| 10 luglio | Scottish Championships 1966 Edimburgo, Gran Bretagna Singolare - Doppio                          | John Clifton 4-6 6-4 6-1                      | Graham Primrose                                                                                  |                               |                                                       |
| 10 luglio | Scottish Championships 1966 Edimburgo, Gran Bretagna Singolare - Doppio                          |                                               |                                                                                                  |                               |                                                       |
| 10 luglio | East of England Championships 1966 Felixstowe, Gran Bretagna Singolare - Doppio                  | Mark Cox 5-7 7-5 6-4                          | Lew Gerrard                                                                                      |                               |                                                       |
| 10 luglio | East of England Championships 1966 Felixstowe, Gran Bretagna Singolare - Doppio                  |                                               |                                                                                                  |                               |                                                       |
| 10 luglio | Western Championships 1966 Indianapolis, Stati Uniti Singolare - Doppio                          | Cliff Richey 6-1 1-6 6-1 6-2                  | Dennis Ralston                                                                                   |                               |                                                       |
| 10 luglio | Western Championships 1966 Indianapolis, Stati Uniti Singolare - Doppio                          |                                               |                                                                                                  |                               |                                                       |
| 16 luglio | U.S. Pro Tennis Championships 1966 Boston, Stati Uniti $23.500 - Erba Singolare - Doppio         | Rod Laver 6-4 4-6 6-2 8-10 6-3                | Ken Rosewall                                                                                     | Andrés Gimeno Earl Buchholz   | Lew Hoad Mike Davies Luis Ayala Malcolm J. Anderson   |
| 16 luglio | U.S. Pro Tennis Championships 1966 Boston, Stati Uniti $23.500 - Erba Singolare - Doppio         | Rod Laver Earl Buchholz 6-4 2-6 6-4           | Lew Hoad Ken Rosewall                                                                            | Andrés Gimeno Earl Buchholz   | Lew Hoad Mike Davies Luis Ayala Malcolm J. Anderson   |
| 17 luglio | Rochester Pro Championships 1966 Rochester, Stati Uniti Singolare                                | Mike Davies 6-2 6-3                           | Malcolm J. Anderson                                                                              |                               |                                                       |
| 17 luglio | Essex Championships 1966 Frinton, Gran Bretagna Singolare - Doppio                               | Brian Fairlie 6-4 10-8                        | Mark Cox                                                                                         |                               |                                                       |
| 17 luglio | Essex Championships 1966 Frinton, Gran Bretagna Singolare - Doppio                               |                                               |                                                                                                  |                               |                                                       |
| 17 luglio | Swiss International Championships 1966 Gstaad, Svizzera Singolare - Doppio                       | Roy Emerson 5-7 7-5 6-3                       | Manuel Santana                                                                                   |                               |                                                       |
| 17 luglio | Swiss International Championships 1966 Gstaad, Svizzera Singolare - Doppio                       |                                               |                                                                                                  |                               |                                                       |
| 17 luglio | Torneo di Hoylake & West Kirby 1966 Hoylake, Gran Bretagna Singolare - Doppio                    | Mike Sangster 6-1 6-1                         | Bob Hewitt                                                                                       |                               |                                                       |
| 17 luglio | Torneo di Hoylake & West Kirby 1966 Hoylake, Gran Bretagna Singolare - Doppio                    |                                               |                                                                                                  |                               |                                                       |
| 17 luglio | U.S. Men's Clay Court Championships 1966 Milwaukee, Stati Uniti Singolare - Doppio               | Cliff Richey 13-11 6-1 6-3                    | Frank Froehling                                                                                  |                               |                                                       |
| 17 luglio | U.S. Men's Clay Court Championships 1966 Milwaukee, Stati Uniti Singolare - Doppio               | Clark Graebner Dennis Ralston                 |                                                                                                  |                               |                                                       |
| 24 luglio | Cup of Champions 4 Man 1966 Båstad, Svezia Singolare - Doppio                                    | Jan Erik Lundquist 6-1 6-2 6-3                | Manuel Santana                                                                                   |                               |                                                       |
| 24 luglio | Cup of Champions 4 Man 1966 Båstad, Svezia Singolare - Doppio                                    |                                               |                                                                                                  |                               |                                                       |
| 24 luglio | Pennsylvania Lawn Tennis Championship 1966 Haverford, Stati Uniti Singolare - Doppio             | Clark Graebner 6-3 6-4 6-3                    | Stan Smith                                                                                       |                               |                                                       |
| 24 luglio | Pennsylvania Lawn Tennis Championship 1966 Haverford, Stati Uniti Singolare - Doppio             |                                               |                                                                                                  |                               |                                                       |
| 24 luglio | Dutch International Championships 1966 Hilversum, Paesi Bassi Singolare - Doppio                 | Tom Okker 6-3 6-3 2-6 6-3                     | Bob Hewitt                                                                                       |                               |                                                       |
| 24 luglio | Dutch International Championships 1966 Hilversum, Paesi Bassi Singolare - Doppio                 |                                               |                                                                                                  |                               |                                                       |
| 31 luglio | Eastern Grass Court Championships 1966 South Orange, Stati Uniti Singolare - Doppio              | Tony Roche 6-4 6-4 6-3                        | Clark Graebner                                                                                   |                               |                                                       |
| 31 luglio | Eastern Grass Court Championships 1966 South Orange, Stati Uniti Singolare - Doppio              |                                               |                                                                                                  |                               |                                                       |
| 31 luglio | Binghamton Pro Championships 1966 Binghamton, Stati Uniti $25.000 Singolare - Doppio             | Rod Laver 31-28 31-18                         | Pancho Segura                                                                                    |                               |                                                       |
| 31 luglio | Binghamton Pro Championships 1966 Binghamton, Stati Uniti $25.000 Singolare - Doppio             | Ken Rosewall Andrés Gimeno 31-21 31-17        | Mike Davies Pierre Barthes                                                                       |                               |                                                       |

### Agosto
| Settimana | Torneo                                                                                            | Vincitore                                               | Finalista                       | Semifinalisti               | Eliminati ai quarti |
| --------- | ------------------------------------------------------------------------------------------------- | ------------------------------------------------------- | ------------------------------- | --------------------------- | ------------------- |
| ? agosto  | Romania National Championships 1966 Bucarest, Romania Singolare - Doppio                          | Ilie Năstase                                            |                                 |                             |                     |
| ? agosto  | Romania National Championships 1966 Bucarest, Romania Singolare - Doppio                          |                                                         |                                 |                             |                     |
| 1º agosto | Torneo di Baden-Baden 1966 Baden-Baden, Germania Singolare - Doppio                               | Ken Fletcher 3-6 6-3 6-1                                | John Newcombe                   |                             |                     |
| 1º agosto | Torneo di Baden-Baden 1966 Baden-Baden, Germania Singolare - Doppio                               |                                                         |                                 |                             |                     |
| 7 agosto  | Baltimore Mid-Atlantic Grass Court Championships 1966 Baltimora, Stati Uniti Singolare - Doppio   | Mark Cox 6-3 6-2 6-3                                    | Jim McManus                     |                             |                     |
| 7 agosto  | Baltimore Mid-Atlantic Grass Court Championships 1966 Baltimora, Stati Uniti Singolare - Doppio   |                                                         |                                 |                             |                     |
| 7 agosto  | Nassau Bowl 1966 Glen Cove, Stati Uniti Singolare - Doppio                                        | Eugene Scott 0-6 6-3 6-4 6-4                            | Raymond Moore                   |                             |                     |
| 7 agosto  | Nassau Bowl 1966 Glen Cove, Stati Uniti Singolare - Doppio                                        |                                                         |                                 |                             |                     |
| 7 agosto  | Canadian Championships 1966 Vancouver, Canada Singolare - Doppio                                  | Allen Fox 6-4 6-4 6-3                                   | Allan Stone                     |                             |                     |
| 7 agosto  | Canadian Championships 1966 Vancouver, Canada Singolare - Doppio                                  | Keith Carpenter Michael Carpenter 11-9, 4-6, 6-4, 16-14 | Robert Potthast Allan Stone     |                             |                     |
| 9 agosto  | German Championships 1966 Amburgo, Germania Singolare - Doppio                                    | Fred Stolle 2-6 7-5 6-1 6-2                             | István Gulyás                   |                             |                     |
| 9 agosto  | German Championships 1966 Amburgo, Germania Singolare - Doppio                                    |                                                         |                                 |                             |                     |
| 14 agosto | Belgium International Championships 1966 Knokke-Le Zoute, Belgio Singolare - Doppio               | Cliff Drysdale 6-3 6-1                                  | Fred Stolle                     |                             |                     |
| 14 agosto | Belgium International Championships 1966 Knokke-Le Zoute, Belgio Singolare - Doppio               |                                                         |                                 |                             |                     |
| 14 agosto | Intermountain Championships 1966 Salt Lake City, Stati Uniti Singolare - Doppio                   | Jaime Fillol 6-2 7-5 8-6                                | Hillway                         |                             |                     |
| 14 agosto | Intermountain Championships 1966 Salt Lake City, Stati Uniti Singolare - Doppio                   |                                                         |                                 |                             |                     |
| 14 agosto | Southampton Invitation 1966 Southampton, Stati Uniti Singolare - Doppio                           | Tony Roche 6-3 5-7 7-5 6-4                              | Graham Stilwell                 |                             |                     |
| 14 agosto | Southampton Invitation 1966 Southampton, Stati Uniti Singolare - Doppio                           |                                                         |                                 |                             |                     |
| 21 agosto | Istanbul International Championships 1966 Istanbul, Turchia Singolare - Doppio                    | Frew Donald McMillan 7-5 7-5 6-2                        | Barnes                          |                             |                     |
| 21 agosto | Istanbul International Championships 1966 Istanbul, Turchia Singolare - Doppio                    |                                                         |                                 |                             |                     |
| 21 agosto | Alpenland Championships 1966 Kitzbühel, Austria Singolare - Doppio                                | Wilhelm Bungert 5-7 8-6 6-4                             | Ion Țiriac                      |                             |                     |
| 21 agosto | Alpenland Championships 1966 Kitzbühel, Austria Singolare - Doppio                                |                                                         |                                 |                             |                     |
| 21 agosto | Torneo di Le Touquet 1966 Le Touquet, Francia Singolare - Doppio                                  | Pierre Darmon 6-4 6-4 3-6 6-3                           | Fred Stolle                     |                             |                     |
| 21 agosto | Torneo di Le Touquet 1966 Le Touquet, Francia Singolare - Doppio                                  |                                                         |                                 |                             |                     |
| 21 agosto | Moscow International 1966 Mosca, URSS Singolare - Doppio                                          | Aleksandre Met'reveli 6-1 6-2 6-3                       | Vyacheslav Vladimirovich Egorov |                             |                     |
| 21 agosto | Moscow International 1966 Mosca, URSS Singolare - Doppio                                          |                                                         |                                 |                             |                     |
| 21 agosto | Newport Casino Trophy 1966 Newport, Stati Uniti Singolare - Doppio                                | Dennis Ralston 14-12 11-9 8-6                           | Cliff Richey                    |                             |                     |
| 21 agosto | Newport Casino Trophy 1966 Newport, Stati Uniti Singolare - Doppio                                |                                                         |                                 |                             |                     |
| 21 agosto | Quebec Round Robin Championships 1966 Québec, Canada Singolare - Doppio                           | Manuel Santana                                          |                                 |                             |                     |
| 21 agosto | Quebec Round Robin Championships 1966 Québec, Canada Singolare - Doppio                           |                                                         |                                 |                             |                     |
| 21 agosto | North of England Championships 1966 Scarborough, Gran Bretagna Singolare - Doppio                 | Brian Fairlie 7-5 6-3                                   | Jasjit Singh                    |                             |                     |
| 21 agosto | North of England Championships 1966 Scarborough, Gran Bretagna Singolare - Doppio                 |                                                         |                                 |                             |                     |
| 22 agosto | Oporto Pro Championships 1966 Foz do Douro, Portogallo Terra rossa Singolare - Doppio             | Rod Laver 6-4 8-6                                       | Pierre Barthes                  | Andrés Gimeno Earl Buchholz | Malcolm J. Anderson |
| 22 agosto | Oporto Pro Championships 1966 Foz do Douro, Portogallo Terra rossa Singolare - Doppio             | Malcolm J. Anderson Rod Laver 6-1 6-3                   | Pierre Barthes Earl Buchholz    | Andrés Gimeno Earl Buchholz | Malcolm J. Anderson |
| 28 agosto | Torneo di Budleigh Salterton 1966 Budleigh Salterton, Gran Bretagna Singolare - Doppio            | Brian Fairlie 2-6 6-2 6-4                               | Richard Russell                 |                             |                     |
| 28 agosto | Torneo di Budleigh Salterton 1966 Budleigh Salterton, Gran Bretagna Singolare - Doppio            |                                                         |                                 |                             |                     |
| 28 agosto | Austrian International Championships 1966 Pörtschach am Wörther See, Australia Singolare - Doppio | Ion Țiriac 6-4 10-8 9-7                                 | István Gulyás                   |                             |                     |
| 28 agosto | Austrian International Championships 1966 Pörtschach am Wörther See, Australia Singolare - Doppio |                                                         |                                 |                             |                     |

### Settembre
| Settimana    | Torneo                                                                                                | Vincitore                                 | Finalista                       | Semifinalisti                   | Eliminati ai quarti                                            |
| ------------ | --- | ----------------------------------------- | ------------------------------- | ------------------------------- | -------------------------------------------------------------- |
| 4 settembre  | City of Brisbane Championships 1966 Brisbane, Australia Singolare - Doppio                            | Maurice Guse 7-5 6-4                      | Pomeranke                       |                                 |                                                                |
| 4 settembre  | City of Brisbane Championships 1966 Brisbane, Australia Singolare - Doppio                            |                                           |                                 |                                 |                                                                |
| 4 settembre  | Sydney Metropolitan Hard Court Championships 1966 Sydney, Australia Singolare - Doppio                | Doug H. Kelso 5-7 7-5 6-2                 | R. Brent                        |                                 |                                                                |
| 4 settembre  | Sydney Metropolitan Hard Court Championships 1966 Sydney, Australia Singolare - Doppio                |                                           |                                 |                                 |                                                                |
| 4 settembre  | Torneo di Teheran 1966 Teheran, Iran Singolare - Doppio                                               | Bob Hewitt 4-6 6-3 6-3                    | Roger Taylor                    |                                 |                                                                |
| 4 settembre  | Torneo di Teheran 1966 Teheran, Iran Singolare - Doppio                                               |                                           |                                 |                                 |                                                                |
| 4 settembre  | Geneva Pro Championships 1966 Ginevra, Svizzera Terra rossa Singolare                                 | Andrés Gimeno 6-3 6-2                     | Rod Laver                       | Mike Davies Malcolm J. Anderson | Butch Buchholz Pierre Barthes                                  |
| 11 settembre | South of England Championships 1966 Eastbourne, Gran Bretagna Singolare - Doppio                      | Robert Maud 6-4 6-2                       | Brian Fairlie                   |                                 |                                                                |
| 11 settembre | South of England Championships 1966 Eastbourne, Gran Bretagna Singolare - Doppio                      |                                           |                                 |                                 |                                                                |
| 11 settembre | U.S. National Championships 1966 New York, Stati Uniti Singolare - Doppio                             | Fred Stolle 4-6 12-10 6-3 6-4             | John Newcombe                   |                                 |                                                                |
| 11 settembre | U.S. National Championships 1966 New York, Stati Uniti Singolare - Doppio                             | Roy Emerson Fred Stolle 6-4, 6-4, 6-4     | Clark Graebner Dennis Ralston   |                                 |                                                                |
| 17 settembre | London Pro Indoor Championships 1966 Londra, Gran Bretagna Parquet indoor - $22500 Singolare - Doppio | Rod Laver 6-2 6-2 6-3                     | Ken Rosewall                    | Mike Davies Lew Hoad            | Pierre Barthes Earl Buchholz Andrés Gimeno Malcolm J. Anderson |
| 17 settembre | London Pro Indoor Championships 1966 Londra, Gran Bretagna Parquet indoor - $22500 Singolare - Doppio | Lew Hoad Ken Rosewall 6-4 8-6 3-6 6-2     | Rod Laver Earl Buchholz         | Mike Davies Lew Hoad            | Pierre Barthes Earl Buchholz Andrés Gimeno Malcolm J. Anderson |
| 18 settembre | Colonial Tennis Classic 1966 Fort Worth, Stati Uniti Singolare - Doppio                               | Rafael Osuna 6-2 3-6 6-3                  | Cliff Drysdale                  |                                 |                                                                |
| 18 settembre | Colonial Tennis Classic 1966 Fort Worth, Stati Uniti Singolare - Doppio                               |                                           |                                 |                                 |                                                                |
| 18 settembre | Midland Invitational 1966 Midland, Stati Uniti Singolare - Doppio                                     | Marty Riessen 6-3 6-2                     | Gustavo Palafox                 |                                 |                                                                |
| 18 settembre | Midland Invitational 1966 Midland, Stati Uniti Singolare - Doppio                                     |                                           |                                 |                                 |                                                                |
| 18 settembre | Birmingham Pro Classic 1966 Birmingham, Stati Uniti Terra rossa - $5000 Singolare - Doppio            | Pancho Gonzales 6–2 7–5                   | Crawford Henry                  |                                 |                                                                |
| 18 settembre | Birmingham Pro Classic 1966 Birmingham, Stati Uniti Terra rossa - $5000 Singolare - Doppio            | Reynaldo Garrido Barry MacKay 4-6 6-3 6-4 | Pancho Gonzales Jason Morton    |                                 |                                                                |
| 25 settembre | Atlanta Pro Classic 1966 Atlanta, Stati Uniti Terra rossa - $5000 Singolare - Doppio                  | Pancho Gonzales 6–2 7–5                   | Barry MacKay                    |                                 |                                                                |
| 25 settembre | Atlanta Pro Classic 1966 Atlanta, Stati Uniti Terra rossa - $5000 Singolare - Doppio                  |                                           |                                 |                                 |                                                                |
| 26 settembre | Barcelona Pro Championships 1966 Barcellona, Spagna Terra rossa Singolare - Doppio                    | Andrés Gimeno 6-4 10-8 3-6 4-6 6-2        | Rod Laver                       | Ken Rosewall Earl Buchholz      | Robert Haillet Pierre Barthes Mike Davies Lew Hoad             |
| 26 settembre | Barcelona Pro Championships 1966 Barcellona, Spagna Terra rossa Singolare - Doppio                    | Andrés Gimeno Rod Laver 6-1 4-6 6-2 6-2   | Malcolm J. Anderson Mike Davies | Ken Rosewall Earl Buchholz      | Robert Haillet Pierre Barthes Mike Davies Lew Hoad             |
| 22 settembre | Middle States Pro Championships 1966 Deptford, Stati Uniti Singolare - Doppio                         | Harry Hoffman 6-1 8-6                     | Michael Stahovich               |                                 |                                                                |
| 22 settembre | Middle States Pro Championships 1966 Deptford, Stati Uniti Singolare - Doppio                         | D. Richards William Kenney 6-3 6-3        | Michael Stahovich I. Muehlbauer |                                 |                                                                |
| 25 settembre | Pacific Southwest Championships 1966 Los Angeles, Stati Uniti Singolare - Doppio                      | Allen Fox 6-3 6-3                         | Roy Emerson                     |                                 |                                                                |
| 25 settembre | Pacific Southwest Championships 1966 Los Angeles, Stati Uniti Singolare - Doppio                      |                                           |                                 |                                 |                                                                |

### Ottobre
| Settimana  | Torneo                                                                                           | Vincitore                                | Finalista                    | Semifinalisti                | Eliminati ai quarti                                                                             |
| ---------- | ------------------------------------------------------------------------------------------------ | ---------------------------------------- | ---------------------------- | ---------------------------- | ----------------------------------------------------------------------------------------------- |
| 2 ottobre  | Pacific Coast Championships 1966 Berkeley, Stati Uniti Singolare - Doppio                        | Fred Stolle 6-4 2-6 6-4                  | Charlie Pasarell             |                              |                                                                                                 |
| 2 ottobre  | Pacific Coast Championships 1966 Berkeley, Stati Uniti Singolare - Doppio                        |                                          |                              |                              |                                                                                                 |
| 2 ottobre  | Victorian Hard Court Championships 1966 Melbourne, Australia Singolare - Doppio                  | Neale Fraser 6-3 6-4                     | Will Coghlan                 |                              |                                                                                                 |
| 2 ottobre  | Victorian Hard Court Championships 1966 Melbourne, Australia Singolare - Doppio                  |                                          |                              |                              |                                                                                                 |
| 2 ottobre  | Fresno Pro Championships 1966 Fresno, Stati Uniti Singolare - Doppio                             | Pancho Segura 6-3 6-4                    | Barry MacKay                 |                              |                                                                                                 |
| 2 ottobre  | Fresno Pro Championships 1966 Fresno, Stati Uniti Singolare - Doppio                             | Barry MacKay Pancho Segura 6-3 12-10     | Jerry De Witts Hugh Stewart  |                              |                                                                                                 |
| 2 ottobre  | French Pro Championships 1966 Parigi, Francia Parquet indoor Singolare - Doppio                  | Ken Rosewall 6-3 6-2 14-12               | Rod Laver                    | Earl Buchholz Andrés Gimeno  | Jean Claude Molinari Robert Haillet Malcolm J. Anderson Mike Davies                             |
| 2 ottobre  | French Pro Championships 1966 Parigi, Francia Parquet indoor Singolare - Doppio                  | Rod Laver Earl Buchholz 6-3 6-3 6-4      | Pierre Barthes Andrés Gimeno | Earl Buchholz Andrés Gimeno  | Jean Claude Molinari Robert Haillet Malcolm J. Anderson Mike Davies                             |
| 3 ottobre  | ACT Championships 1966 Canberra, Australia Singolare - Doppio                                    | Doug H. Kelso 6-0 3-6 9-7                | Larkham                      |                              |                                                                                                 |
| 3 ottobre  | ACT Championships 1966 Canberra, Australia Singolare - Doppio                                    |                                          |                              |                              |                                                                                                 |
| 8 ottobre  | South Coast Championships 1966 Southport, Australia Singolare - Doppio                           | Maurice Guse 6-3 9-7                     | Neville Hay                  |                              |                                                                                                 |
| 8 ottobre  | South Coast Championships 1966 Southport, Australia Singolare - Doppio                           |                                          |                              |                              |                                                                                                 |
| 8 ottobre  | Milan Pro Championships 1966 Milano, Italia Singolare                                            | Rod Laver 4-6 6-1 9-7                    | Andrés Gimeno                | Pierre Barthes Earl Buchholz |                                                                                                 |
| 9 ottobre  | Campionati italiani assoluti di tennis 1966 Catania, Italia Singolare - Doppio                   | Giordano Maioli 6-3 6-4 6-0              | Nicola Pietrangeli           |                              |                                                                                                 |
| 9 ottobre  | Campionati italiani assoluti di tennis 1966 Catania, Italia Singolare - Doppio                   |                                          |                              |                              |                                                                                                 |
| 10 ottobre | French Pro Closed Championships 1966 Parigi, Francia Singolare - Doppio                          | Mustapha Belkhodja 4-6 6-4 6-1 6-3       | Georges Deniau               |                              |                                                                                                 |
| 10 ottobre | French Pro Closed Championships 1966 Parigi, Francia Singolare - Doppio                          |                                          |                              |                              |                                                                                                 |
| 10 ottobre | St Andrews Invitation 1966 Kingston, Giamaica Singolare - Doppio                                 | Richard Russell 6-4 2-6 6-4              | Arthur Ashe                  |                              |                                                                                                 |
| 10 ottobre | St Andrews Invitation 1966 Kingston, Giamaica Singolare - Doppio                                 |                                          |                              |                              |                                                                                                 |
| 12 ottobre | Benoni Pro Championships 1966 Benoni, Sudafrica Cemento Singolare - Doppio                       | Ken Rosewall 7–5 (pro set)               | Andrés Gimeno                | Earl Buchholz Lew Hoad       | Pierre Barthes Malcolm J. Anderson Rod Laver Mike Davies                                        |
| 15 ottobre | South African Pro Championships 1966 Johannesburg, Sudafrica $8.000 - Cemento Singolare - Doppio | Rod Laver 6-4 6-2                        | Andrés Gimeno                | Ken Rosewall Earl Buchholz   | Mike Davies Lew Hoad Pierre Barthes Malcolm J. Anderson                                         |
| 15 ottobre | South African Pro Championships 1966 Johannesburg, Sudafrica $8.000 - Cemento Singolare - Doppio | Pierre Barthes Andrés Gimeno 6-3 3-6 6-3 | Rod Laver Earl Buchholz      | Ken Rosewall Earl Buchholz   | Mike Davies Lew Hoad Pierre Barthes Malcolm J. Anderson                                         |
| 16 ottobre | Sydney Metropolitan Grass Court Championships 1966 Sydney, Australia Singolare - Doppio          | Bill Bowrey 7-5 6-4                      | Tony Roche                   |                              |                                                                                                 |
| 16 ottobre | Sydney Metropolitan Grass Court Championships 1966 Sydney, Australia Singolare - Doppio          |                                          |                              |                              |                                                                                                 |
| 20 ottobre | Johannesburg Pro Championships 1966 Johannesburg, Sudafrica Cemento $22500 Singolare             | Ken Rosewall 31–26                       | Rod Laver                    |                              | Round Robin Pierre Barthes Malcolm J. Anderson Earl Buchholz Andrés Gimeno Mike Davies Lew Hoad |
| 23 ottobre | Western Province Pro Championships 1966 Città del Capo, Sudafrica Cemento Singolare              | Rod Laver 5-7 6-4 7-5                    | Ken Rosewall                 | Andrés Gimeno Earl Buchholz  |                                                                                                 |
| 23 ottobre | Queensland Hard Court Championships 1966 Nambour, Australia Singolare - Doppio                   | Tony Roche 6-2 6-3                       | Fred Stolle                  |                              |                                                                                                 |
| 23 ottobre | Queensland Hard Court Championships 1966 Nambour, Australia Singolare - Doppio                   |                                          |                              |                              |                                                                                                 |
| 23 ottobre | Stalybridge Tournament 1966 Stalybridge, Gran Bretagna Singolare - Doppio                        | Roger Taylor 6-4 7-5                     | Frew Donald McMillan         |                              |                                                                                                 |
| 23 ottobre | Stalybridge Tournament 1966 Stalybridge, Gran Bretagna Singolare - Doppio                        |                                          |                              |                              |                                                                                                 |
| 30 ottobre | Argentina International Championships 1966 Buenos Aires, Argentina Singolare - Doppio            | Cliff Richey 6-3 6-2 2-6 6-0             | Thomaz Koch                  |                              |                                                                                                 |
| 30 ottobre | Argentina International Championships 1966 Buenos Aires, Argentina Singolare - Doppio            |                                          |                              |                              |                                                                                                 |
| 30 ottobre | Florida Closed Championships 1966 Delray Beach, Stati Uniti Singolare - Doppio                   | Jaime Fillol 6-4 6-2                     | Walter Oehrlein              |                              |                                                                                                 |
| 30 ottobre | Florida Closed Championships 1966 Delray Beach, Stati Uniti Singolare - Doppio                   |                                          |                              |                              |                                                                                                 |

### Novembre
| Settimana   | Torneo                                                                                  | Vincitore                       | Finalista     | Semifinalisti           | Eliminati ai quarti |
| ----------- | --------------------------------------------------------------------------------------- | ------------------------------- | ------------- | ----------------------- | ------------------- |
| 3 novembre  | Natal Pro Championships 1966 Durban, Sudafrica Cemento Singolare - Doppio               | Rod Laver 6-1 6-3               | Andrés Gimeno |                         |                     |
| 3 novembre  | Natal Pro Championships 1966 Durban, Sudafrica Cemento Singolare - Doppio               |                                 |               |                         |                     |
| 6 novembre  | Queensland Championships 1966 Brisbane, Australia Singolare - Doppio                    | Roy Emerson 4-6 6-3 6-4 3-6 6-2 | Fred Stolle   |                         |                     |
| 6 novembre  | Queensland Championships 1966 Brisbane, Australia Singolare - Doppio                    |                                 |               |                         |                     |
| 6 novembre  | Palace Hotel Covered Court Championships 1966 Torquay, Gran Bretagna Singolare - Doppio | Keith Wooldridge 5-7 6-2 6-1    | John Clifton  |                         |                     |
| 6 novembre  | Palace Hotel Covered Court Championships 1966 Torquay, Gran Bretagna Singolare - Doppio |                                 |               |                         |                     |
| 7 novembre  | Uganda Pro Championships 1966 Kampala, Uganda Terra rossa Singolare                     | Andrés Gimeno 6-0 6-2           | Rod Laver     | Pierre Barthes Lew Hoad |                     |
| 10 novembre | Abidjan Pro Championships 1966 Abidjan, Costa d'Avorio Terra rossa Singolare            | Rod Laver 2-6 6-4 6-0           | Andrés Gimeno | Pierre Barthes Lew Hoad |                     |
| 14 novembre | Dakar Pro Championships 1966 Dakar, Senegal Terra rossa Singolare                       | Rod Laver 2-6 6-1 9-7           | Andrés Gimeno | Pierre Barthes Lew Hoad |                     |
| 14 novembre | Perth Championships 1966 Perth, Australia Singolare - Doppio                            | Brian C. Bowman 6-4 6-4 6-4     | Wayne Millen  |                         |                     |
| 14 novembre | Perth Championships 1966 Perth, Australia Singolare - Doppio                            |                                 |               |                         |                     |
| 20 novembre | New South Wales Championships 1966 Sydney, Australia Singolare - Doppio                 | Fred Stolle 12-10, 6-0, 6-0     | John Newcombe |                         |                     |
| 20 novembre | New South Wales Championships 1966 Sydney, Australia Singolare - Doppio                 | Tony Roche John Newcombe        |               |                         |                     |

### Dicembre
| Settimana   | Torneo                                                                                       | Vincitore                          | Finalista                   | Semifinalisti             | Eliminati ai quarti        |
| ----------- | -------------------------------------------------------------------------------------------- | ---------------------------------- | --------------------------- | ------------------------- | -------------------------- |
| 4 dicembre  | Hollywood Pro Challenge Cup 1966 Hollywood, Stati Uniti Terra rossa Singolare - Doppio       | Pancho Gonzales 6–4 6–2            | Rod Laver                   | Mike Davies Earl Buchholz | Jason Morton Sam Giammalva |
| 4 dicembre  | Hollywood Pro Challenge Cup 1966 Hollywood, Stati Uniti Terra rossa Singolare - Doppio       | Rod Laver Earl Buchholz 6-4 6-1    | Mike Davies Pancho Gonzales | Mike Davies Earl Buchholz | Jason Morton Sam Giammalva |
| 4 dicembre  | Victorian Championships 1966 Melbourne, Australia Singolare - Doppio                         | Roy Emerson 6-2 9-7 6-3            | Fred Stolle                 |                           |                            |
| 4 dicembre  | Victorian Championships 1966 Melbourne, Australia Singolare - Doppio                         |                                    |                             |                           |                            |
| 13 febbraio | Orlando Pro Championships 2 1966 Orlando, Stati Uniti Terra rossa - $3000 Singolare - Doppio | Pancho Gonzales 6–2 6–0            | Rod Laver                   |                           |                            |
| 13 febbraio | Orlando Pro Championships 2 1966 Orlando, Stati Uniti Terra rossa - $3000 Singolare - Doppio |                                    |                             |                           |                            |
| 17 dicembre | South Australian Championships 1966 Adelaide, Australia Singolare - Doppio                   | John Newcombe 7-5 6-3 8-10 3-6 6-4 | Fred Stolle                 |                           |                            |
| 17 dicembre | South Australian Championships 1966 Adelaide, Australia Singolare - Doppio                   |                                    |                             |                           |                            |
| 26 dicembre | Sugar Bowl Invitation 1966 New Orleans, USA Singolare - Doppio                               | Ron Holmberg 4-6 6-3 6-2           | Ham Richardson              |                           |                            |
| 26 dicembre | Sugar Bowl Invitation 1966 New Orleans, USA Singolare - Doppio                               |                                    |                             |                           |                            |
| 31 dicembre | Border Championships 1966 East London, Sudafrica Singolare - Doppio                          | Robert Maud 6-4 6-4                | Martin Mulligan             |                           |                            |
| 31 dicembre | Border Championships 1966 East London, Sudafrica Singolare - Doppio                          |                                    |                             |                           |                            |
| 31 dicembre | Royal South Yarra Tournament 1966 Melbourne, Australia Singolare - Doppio                    | Kenneth Andersson 6-3 6-4          | Ronald S. McKenzie          |                           |                            |
| 31 dicembre | Royal South Yarra Tournament 1966 Melbourne, Australia Singolare - Doppio                    |                                    |                             |                           |                            |

## Pro tour
Nel corso dell'anno si giocarono diversi tornei che facevano parte dei pro tour: un insieme di tornei composti da pochi partecipanti: da 2, 4 o 6 giocatori in cui i migliori tennisti si sfidavano in scontri diretti in varie località. Il vincitore del tour era il tennista che aveva un vantaggio nei testa a testa con gli altri giocatori.
| Data   | Località           | Nome del tour     | Partecipanti                                                |
| ------ | ------------------ | ----------------- | ----------------------------------------------------------- |
| Aprile | Francia e Germania | European Pro Tour | 1) Rod Laver 2) Andrés Gimeno 3) Pierre Barthes 4) Lew Hoad |